# Юная мисс США 2012
Юная Мисс США 2012 (англ. Miss Teen USA 2012) — 30-й национальный конкурс красоты, проводился в Imperial Ballroom, Atlantis Paradise Island, Нассау, Багамские Острова. Победительницей стала Логан Уэст, представлявшая штат Коннектикут. 50 штатов и Округ Колумбия приняли участие в конкурсе. Конкурс транслировался на сайте организаторов конкурса, на сайте UStream и на консолях Xbox 360 через Xbox Live в 16 странах с помощью приложения Xbox Live Event Player.

## Конкурс
Топ 16 участниц были объявлены для участия в купальниках и вечерних платьях. Каждую девушку интервьюировал за кулисами Колин Хорнетт. До финала, каждой участнице в Топ 5 был задан вопрос заданные от судей. Победа Логан Уэст стала первой для штата Коннекутиут.
Также, впервые транслировалась в прямом эфире на игровых консолях.

## Результат

### Места
| Итоговый результат | Участница |
| ------------------ | --- |
| Юная Мисс США 2012 | - Коннектикут — Логан Уэст |
| 1-я Вице Мисс      | - Западная Виргиния — Элизабет Сабатино |
| 2-я Вице Мисс      | - Мичиган — Кортни Пиццименти |
| 3-я Вице Мисс      | - Оклахома — Джессика Морган |
| 4-я Вице Мисс      | - Огайо — Кендалл Файн |
| Топ 16             | - Алабама — Пейтон Браун - Джорджия — Кортни Смитс - Гавайи — Кэтрин Теруйя ‡ - Иллинойс — Александра Плотц - Канзас — Кэти Тейлор - Нью-Мексико — Жаклин Сай - Нью-Йорк — Сабрина Мастранджело - Северная Каролина — Кэт Пуриар - Южная Каролина — Шеннон Форд - Юта — Кейлара МакКормик - Вайоминг — Сидней Граус |

‡ Голосование в Топ 16 проходило через интернет и СМС.

### Специальные награды
| Награда              | Участницы                    |
| -------------------- | ---------------------------- |
| Мисс Конгениальность | - Вермонт — Карсен Вудс      |
| Мисс Фотогеничность  | - Оклахома — Джессика Морган |

## Участницы
| Штат                       | Имя                  | Родной город    | Возраст1 | Место              | Награда              | Примечания |
| -------------------------- | -------------------- | --------------- | -------- | ------------------ | -------------------- | --- |
| Алабама                    | Пейтон Браун         | Юфола           | 18       | Топ 16             |                      | Позже «Мисс Алабама 2016» и Топ 5 на Мисс США 2016 |
| Аляска                     | Вероника Темпл       | Игл-Ривер       | 18       |                    |                      | В прошлом «Miss Alaska's Outstanding Teen 2009» и сестра Сары Темпл победительницы «Мисс Аляска 2010» |
| Аризона                    | Алекса Зеллерс       | Скотсдейл       | 17       |                    |                      | - Сестра Эмеральд Зеллерс, «Юная мисс Аризона 2006» и вошла в Топ 10 на Юная мисс США 2006 - Позже 4-я Вице мисс на «Мисс Миссури 2017» - Позже 1-я Вице мисс на «Мисс Аризона 2018» - Позже 1-я Вице мисс на «Мисс Аризона 2020» |
| Арканзас                   | Эмбер Митчелл        | Литл-Рок        | 18       |                    |                      | |
| Калифорния                 | Алекса Джонс         | Рамона          | 18       |                    |                      | - Позже 1-я Вице мисс «Мисс Аризона 2014» - Позже трижды полуфиналистка на «Мисс Калифорния» |
| Колорадо                   | Жаклин Цуккерино     | Орора           | 17       |                    |                      | Позже 3-я Вице мисс «Мисс Колорадо 2019» |
| Коннектикут                | Логан Уэст           | Сатингтон       | 17       | Юная мисс США 2012 |                      | В прошлом «Miss Connecticut's Outstanding Teen 2010» |
| Делавэр                    | Анжела Виконт        | Ньюарк          | 19       |                    |                      | |
| Вашингтон (округ Колумбия) | Сьерра Хэдли         | Анакостия       | 18       |                    |                      | - Позже 3-я Вице мисс «Мисс Округ Колумбия 2015» - Позже 3-я Вице мисс «Мисс Округ Колумбия 2016» |
| Флорида                    | Сидни Мартинес       | Лейк-Сити       | 16       |                    |                      | Первоначально стала 1-й Вице мисс, но получила титул после того, как победительница Грейси Симмонс оставила титул шла в отставку по неопределенным причинам                                                                       |
| Джорджия                   | Кортни Смитс         | МакДоноу        | 16       | Топ 16             |                      | Позже «Мисс Виргиния 2019» |
| Гавайи                     | Кэтрин Теруйя        | Kāhala          | 16       | Топ 16             |                      | - Позже «Мисс Гавайи 2017» - Сестра Лорен Теруйя, победительницы «Мисс Гавайи 2017» |
| Айдахо                     | Кимберли Лейн        | Нампа           | 18       |                    |                      | Позже «Мисс Айдахо 2020» и 1-я Вице мисс Мисс США 2020 |
| Иллинойс                   | Александра Плотц     | Дженива         | 17       | Топ 16             |                      | - Позже «Мисс Иллинойс 2019» - Позже «Miss Illinois World 2019» и вошла в Топ 25 на «Miss World America 2019» |
| Индиана                    | Маккензи Сурбер      | Цицеро          | 17       |                    |                      | |
| Айова                      | Карисса Беккер       | Ватерлоо        | 18       |                    |                      | |
| Канзас                     | Кэти Тейлор          | Олейте          | 17       | Топ 16             |                      | |
| Кентукки                   | Тиффани Клайн        | Джорджтаун      | 14       |                    |                      | |
| Луизиана                   | Марли Генри          | Лейк-Чарльз     | 18       |                    |                      | - Позже 1-я Вице мисс на «Мисс Луизиана 2017» - Позже вошла в Топ 10 полуфиналисток на «Мисс Луизиана 2019» |
| Мэн                        | Молли Фицпатрик      | Норт-Ярмут      | 16       |                    |                      | |
| Мэриленд                   | Стефания Червенкова  | Бел-Эйр         | 18       |                    |                      | |
| Массачусетс                | Джордин Яголинзер    | Сиконк          | 17       |                    |                      | - В настоящее время является ведущим и репортером в эфире телеканала WWLP - Позже 1-я Вице мисс «Мисс Массачусетс 2020» |
| Мичиган                    | Кортни Пиццименти    | Рочестер        | 17       | 2-я Вице мисс      |                      | |
| Миннесота                  | Кендра Бергер        | Апл-Валли       | 17       |                    |                      | |
| Миссисипи                  | Джессика Картер      | Раннелстаун     | 18       |                    |                      | Позже 1-я Вице «Мисс Нью-Йорк 2015» |
| Миссури                    | Джейд Огл            | Либерти         | 17       |                    |                      | |
| Монтана                    | Даника Янсма         | Манхэттен       | 16       |                    |                      | |
| Небраска                   | Сара Саммерс         | Папиллион       | 17       |                    |                      | - В прошлом «Nebraska's National American Miss Junior Teen 2010» - National American Miss Junior Teen 2010 - Позже «Мисс Небраска 2018» и победительница Мисс США 2018                                                            |
| Невада                     | Кэти Эклунд          | Лас-Вегас-Валли | 18       |                    |                      | |
| Нью-Гэмпшир                | Мариса ДеЛюка        | Уиндхэм         | 18       |                    |                      | |
| Нью-Джерси                 | Кендал Барретт       | Монтклэр        | 16       |                    |                      | |
| Нью-Мексико                | Жаклин Сай           | Лас-Крусес      | 17       | Топ 16             |                      | Родилась в Китае |
| Нью-Йорк                   | Сабрина Мастранджело | Беллмор         | 16       | Топ 16             |                      | |
| Северная Каролина          | Кэт Пуриар           | Томасвилл       | 19       | Топ 16             |                      | В прошлом «Miss North Carolina's Outstanding Teen 2009» и 3-я Вице мисс на «Miss America's Outstanding Teen 2010» |
| Северная Дакота            | Тиффани Флетшок      | Кассельтон      | 18       |                    |                      | |
| Огайо                      | Кендалл Файн         | Ловленд         | 17       | 4-я Вице мисс      |                      | |
| Оклахома                   | Джессика Морган      | Юкон            | 17       | 3-я Вице мисс      | Мисс Фотогеничность  | |
| Орегон                     | Киана Бенион         | Медфорд         | 16       |                    |                      | |
| Пенсильвания               | Юлия Белечак         | Питтсбург       | 18       |                    |                      | |
| Род-Айленд                 | Ливия Стенцель       | Уорик           | 17       |                    |                      | |
| Южная Каролина             | Шеннон Форд          | Лейк-Мюррей     | 18       | Топ 16             |                      | |
| Южная Дакота               | Калани Йоргенсен     | Су-Фолс         | 18       |                    |                      | Позже «Мисс Южная Дакота 2020» |
| Теннесси                   | Шанезе Браун         | Мэдисон         | 16       |                    |                      | Первоначально стала 1-й Вице мисс, но получила титул после того, как Самара Хэм разместила топлес фотографию своей подруги, что привело к несоблюдению правил конкурса.                                                           |
| Техас                      | Мэдисон Ли           | Хьюстон         | 18       |                    |                      | |
| Юта                        | Кейлара МакКормик    | Лихай           | 17       | Топ 16             |                      | |
| Вермонт                    | Карсен Вудс          | Вестфорд        | 17       |                    | Мисс Конгениальность | |
| Виргиния                   | Элизабет Коакли      | Абингдон        | 17       |                    |                      | |
| Вашингтон                  | Алекс Карлсон-Хело   | Ботелл          | 18       |                    |                      | Позже «Мисс Вашингтон 2017» |
| Западная Виргиния          | Элизабет Сабатино    | Моргантаун      | 17       | 1-я Вице мисс      |                      | |
| Висконсин                  | Бриана Ямат          | Милуоки         | 15       |                    |                      | |
| Вайоминг                   | Сидней Граус         | Джексон-Хол     | 17       | Топ 16             |                      | |

1 Возраст на момент участия.

### Исторические примечание
- Первая победа штата Коннектикут на конкурсе красоты.
- В третий раз, когда не было музыкального сопровождения.

## Замены
- Участница из штата Флорида — Грейси Симмонс была заменена 1-й Вице Мисс Сидней Мартинес.
- Участница из штата Теннесси — Самара Хам была заменена 1-й Вице Мисс Шанис Браун.

## Трансляция
Трансляция на XBox Live осуществлялась в следующих странах:
- Австралия
- Бразилия
- Канада
- Чили
- Колумбия
- Франция
- Германия
- Ирландия
- Италия
- Мексика
- Новая Зеландия
- Польша
- ЮАР
- Испания
- Великобритания
- США

## Примечание
1. ↑  Reiher, Andrea. Miss Teen USA 2012 is Logan West of Connecticut. Zap2it (28 июля 2012). Дата обращения: 28 июля 2012. Архивировано из оригинала 30 июля 2012 года.